# خلية طلائية حرشفية
الظهارة الحرشفية (باللاتينية squamous epithelium) أو النسيج الطلائي الحرشفي هي نوع من الخلايا الظهارية (الطلائية) تشكل معظم الطبقات العليا للظهارة، تتميز الظهارة بشكل سطحي يشبه الصحن، قد تحتوي الظهارة (النسيج الطلائي) على طبقة واحدة فقط من الخلايا الحرشفية وهو ما يعرف بالظهارة الحرشفية البسيطة، وقد تحتوي الظهارة على مجموعة طبقات من الخلايا الحرشفية وهو ما يعرف بالظهارة الحرشفية المطبقة، يختلف هذان النوعان من حيث الوظيفة في جزئيات بسيطة فقط تكمن بنوعية المواد الغذائية التي تمر عبرها.

## ظهارة حرشفية بسيطة
توجد طبقة واحدة فقط من الخلايا الحرشفية ذات الشكل المسطح، تمتاز هذه الظهارة باتصال جميع خلاياها بالغشاء القاعدي، الخلايا الحرشفية البسيطة مسحطة جداً لدرجة أن نواتها تصطدم أحياناً بسطح الخلية.

## ظهارة حرشفية مطبقة

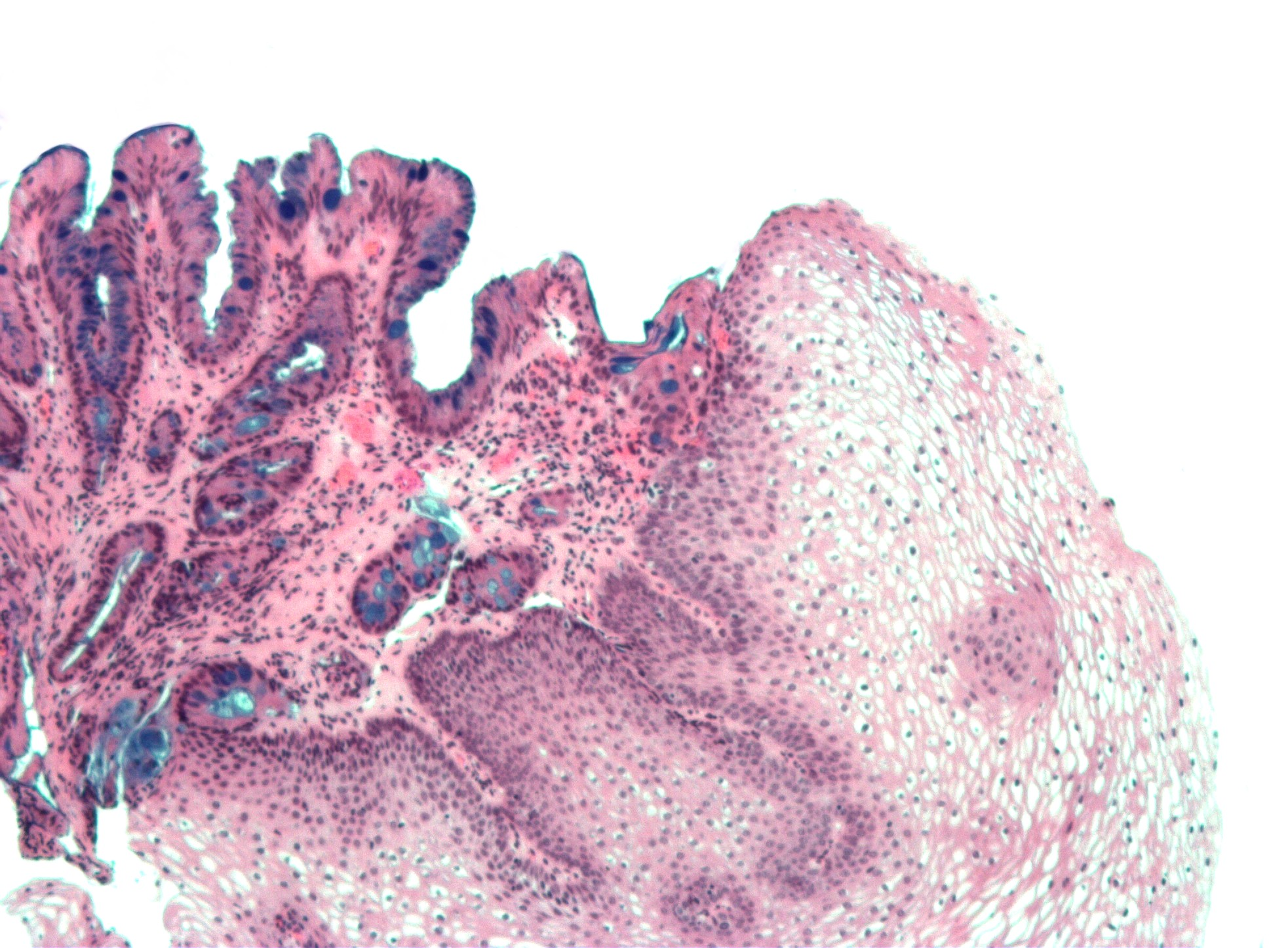
يظهر في الجهة اليمنى صورة مجهرية لظهارة حرشفية مطبقة

هي طبقتين أو أكثر من الخلايا الحرشفية تمتاز بشكل مسطح، تقع هذه الخلايا فوق الغشاء القاعدي لكن طبقة واحدة فقط تتصل بالغشاء القاعدي مباشرةً، الطبقات الأخرى تتماسك بعضها ببعض كي تحفظ شكلها الكامل، بالرغم أن طبقات الظهارة الحرشفية المطبقة تحتوي على خلايا حرشفية التي تمتاز بشكلها المسطح غالباً إلا أن بعض هذه الخلايا ليست مسطحة الشكل.
الظهارة الحرشفية المطبقة مناسبة جداً للأماكن التي يجرح فيها الإنسان، يحدث هذا بسبب القدرة الفائقة للظهارة على نزع الخلايا التالفة وتعويضها بسرعة بخلايا جديدة قبل أن يتعرض الغشاء القاعدي لتلف.
الخلايا الحرشفية في الظهارة الحرشفية المطبقة لها تصنيفات ثانوية أيضاً تعتمد على وجود بروتين الكيراتين في غشاء الخلية، الأغشية الغير كيراتينية تحفظ في أماكن رطبة بالكامل لحمايتها من الجفاف والموت، بينما الخلايا الكيراتينية تحفظ في أماكن رطبة لكن إذا تعرضت لبعض الجفاف يقوم بروتين الكيراتين بحمايتها.
توجد الظهارة الحرشفية المطبقة التي لا تحتوي على كيراتين في المواقع التالية : القرنية وجوف الفم والمريء والمستقيم والمهبل والجزء الداخلي من الشفة.
بينما توجد الظهارة الحرشفية المطبقة التي تحتوي على الكيراتين في المواقع التالية : الجلد واللسان والجزء الخارجي من الشفة.

## سرطان الخلية الحرشفية الظهارية
و يتضمن سرطانة حرشفية الخلايا وسرطان الخلايا القاعدية وأورام أخرى.